# Regeringsformatie België 1954
Na de verkiezingen voor het Belgisch Parlement op 11 april 1954 ging de formatie van een nieuwe Belgische regering van start. De formatie duurde 12 dagen en leidde tot de vorming van de regering-Van Acker IV.

## Verloop van de formatie

### Aanloop naar de formatie
Bij de parlementsverkiezingen van 11 april 1954 verloor de christendemocratische CVP-PSC zes procent van haar stemmenaantal in 1950 en beschikte ze niet meer over een volstrekte meerderheid in Kamer en Senaat. De oppositiepartijen boekten winst, op de communistische KPB-PCB na, die verder achteruit ging. De socialistische BSP-PSB ging er drie procent op vooruit en de Liberale Partij mocht een winst van een procent optekenen.
Na de verkiezingen besloten de christendemocraten een afwachtende houding aan te nemen en wensten ze dat de socialisten en liberalen het initiatief zouden nemen. Een coalitie tussen deze twee partijen was echter niet evident, gezien de liberalen en socialisten op sociaal-economisch vlak zeer weinig overeenkomsten vertoonden. Beide partijen waren dan ook meer gewonnen voor een coalitie met de CVP-PSC.
De dag na de verkiezingen ging premier Jean van Houtte (CVP) het ontslag van zijn regering aanbieden aan koning Boudewijn, die het ontslag aanvaardde en de regering-Van Houtte belastte met de afhandeling van de lopende zaken. Vervolgens startte de koning consultaties op met het oog op de regeringsvorming: op 13 april ontving hij partijvoorzitters Max Buset (BSP-PSB), Théo Lefèvre (CVP-PSC) en Henri Liebaert (LP). De volgende dagen ontving hij onder meer Kamervoorzitter Frans Van Cauwelaert, Senaatsvoorzitter Paul Struye, gewezen Senaatsvoorzitter Henri Rolin (PSB), Raoul Hayoit de Termicourt, advocaat-generaal van het Hof van Cassatie en gewezen eerste minister Camille Huysmans (BSP).
Op 17 april bood koning Boudewijn aan Max Buset de taak van formateur aan, maar de BSP-PSB-voorzitter weigerde omdat hij zijn taken als partijvoorzitter wilde voortzetten. Die dag werd eveneens duidelijk dat de socialisten en liberalen samen een regering zouden vormen, omdat CVP-PSC volgens de socialisten te hoge eisen stelde voor samenwerking met die partij, wat door de christendemocraten werd ontkend. Dezelfde dag nog kwamen socialistische en liberale onderhandelaars samen om een regeerprogramma te onderhandelen. De delegaties waren als volgt samengesteld: voor de socialisten onderhandelden voorzitter Buset, gewezen eerste ministers Achiel Van Acker en Paul-Henri Spaak en Kamerleden Antoon Spinoy en Victor Larock, de liberalen werden vertegenwoordigd door voorzitter Henri Liebaert, Senaatsfractieleider Emile Coulonvaux en Kamerfractieleider René Lefebvre. Twee dagen later, op 19 april, bereikten beide partijen een beginselakkoord.

### Formateur Achiel Van Acker (20 april - 23 april 1954)

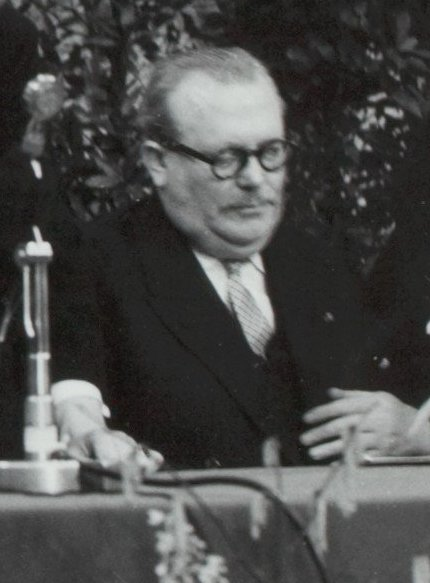
Achiel Van Acker.

Op 20 april werd voormalig premier Achiel Van Acker (BSP) door koning Boudewijn aangesteld tot formateur, om de regeringsvorming af te handelen. Dezelfde dag ging het partijbureau van BSP-PSB akkoord om een regering te vormen met de liberalen. Op 21 april verwierp het liberale partijbestuur het regeerprogramma, onder meer wegens ontevredenheid over het financiële luik van het regeerakkoord. De volgende dag gingen de partijcongressen van de socialisten en liberalen wel akkoord met regeringsdeelname, waarna dezelfde dag nog een akkoord werd bereikt over de samenstelling van de regering. Op 23 april legden de zestien ministers van de regering-Van Acker IV de eed af in handen van de koning. Op 4 mei las premier Van Acker in de Kamer en een dag later in de Senaat zijn regeerverklaring voor, waarna de Kamer op 6 mei en de Senaat op 13 mei 1954 haar vertrouwen gaf aan de regering.
1919 · 1920 · 1921 · 1923 · 1924 · 1925 · 1926 · 1927 · 1929 · 1931 · mei 1932 · okt. 1932 · dec. 1932 · jun. 1934 · nov. 1934 · 1935 · 1936 · 1937 · 1938 ·  feb. 1939 · apr. 1939 · 1940 · 1944 · 1945 · feb-mrt 1946 · jul-aug 1946 · 1947 · 1948 · 1949 · jun 1950 · aug 1950 · 1952 · 1954 · jun. 1958 · nov. 1958 · 1961 · 1965 · 1966 · 1968 · 1971/72  · 1972/73 · 1974 · 1977 · 1978 · 1978/79 · apr.-mei 1980 · okt. 1980 · apr. 1981 · nov.-dec. 1981 · 1985 · oktober 1987 · 1987/88 · 1991/92 · 1995 · 1999 · 2003 · 2007 · 2008 · 2010/11 · 2014 · 2019/20 · 2024/25